# Elektrozawodskaja (stacja metra linii Bolszej Kolcewej)
Elektrozawodskaja (ros. Электрозаводская) – stacja linii Bolszej Kolcewej metra moskiewskiego, znajdująca się na granicy centralnego i wschodniego okręgu administracyjnego Moskwy na styku rejonów Basmannego (ros. Басманный) i Sokolinej Gory (ros. Соколиная Гора). Otwarcie miało miejsce 31 grudnia 2020 roku w ramach inauguracji odcinka między stacjami Lefortowo – Elektrozawodskaja.
Stacja trójnawowa typu płytkiego kolumnowego z peronem wyspowym położona jest na głębokości 23 metrów. Głównym wykonawcą jest firma Mosinżprojekt (ros. Мосинжпроект).
Wystrój przystanku inspirowany jest architekturą high-tech. Posadzkę peronu wyłożono polerowanym diabazem i gabro, a schody – jasnoszarym granitem. Słupy wysokie na dwie kondygnacje obłożono polerowanym amfibolitem. Kolumny od połowy wysokości połączono jasnymi ścianami, w których wykonano otwory o średnicy trzech metrów. Ściana zatorowa przy torze północnym została wykończona szarymi panelami. Nad tym samym torem znajduje się galeria boczna. Ścianę zatorową przy torze południowym zdobi „Bitwa bohaterów” (ros. Битва героев) – grafika autorstwa Aleksandra Rukawisznikowa o długości 163 metrów i wysokości 7 metrów. Obraz przedstawiający wojowników Rusi Kijowskiej wykonano metodą druku na szkle.
Do 20 lutego 2023 roku stacja była tymczasowo eksploatowana w ramach linii Niekrasowskiej. Stacja umożliwia zewnętrzną przesiadkę na przystanek o tej samej nazwie linii Arbatsko-Pokrowskiej. Przejście podziemne łączące bezpośrednio oba obiekty ma zostać oddane do użytku w grudniu 2023 roku.